# Asticta emaculata
Asticta emaculata är en fjärilsart som beskrevs av Ludwig Carl Friedrich Graeser 1892. Asticta emaculata ingår i släktet Asticta och familjen nattflyn. Inga underarter finns listade i Catalogue of Life.